# Macrotoma natala
Macrotoma natala là một loài bọ cánh cứng trong họ Cerambycidae.